# Dalibor Štys
Dalibor Štys, né le 1er septembre 1962 à Prague, est un scientifique et homme politique tchèque.